# Kazuyuki Mugita
Kazuyuki Mugita (麦田 和志 Mugita Kazuyuki?), född 10 november 1984 i Ishikawa prefektur, är en japansk före detta fotbollsspelare.
Mugita började sin karriär 2007 i Tokushima Vortis. Han spelade 76 ligamatcher för klubben. Han avslutade karriären 2010.